# تينو شميت
تينو شميت (بالألمانية: Tino Schmidt)‏ (2 نوفمبر 1993 بباد لاوتربرغ في ألمانيا - ) هو لاعب كرة قدم ألماني في مركز الوسط. لعب مع كارل زايس يينا ونادي كايزرسلاوترن.

## وصلات خارجية
- تينو شميت على موقع قاعدة بيانات كرة القدم.إي يو (الإنجليزية)
- تينو شميت على موقع بيانات كرة القدم. دي إي (الألمانية)
- تينو شميت على موقع Soccerway.com (الإنجليزية)
- تينو شميت على موقع عالم كرة القدم.نت (الإنجليزية)